# TVR
TVR은 영국 서리주에 본사를 둔 스포츠카 생산회사이고, TVR이라는 이름의 유래는 창립자인 트래버 윌킨슨(Trevor Wilkinson)에서 따왔다.

## 연혁
- 1946년 미상: 회사 설립

## 주요 차종

### 현재 생산차종
- TVR 그리피스

### 과거 생산차종
- TVR 그란툴라
- TVR 트라이던트
- TVR 빅센
- TVR M 시리즈
- TVR 타스민
- TVR S 시리즈
- TVR 키메라
- TVR 세베라
- TVR 투스칸
- TVR 타이폰
- TVR 사가리스

## 갤러리

Sample gallery
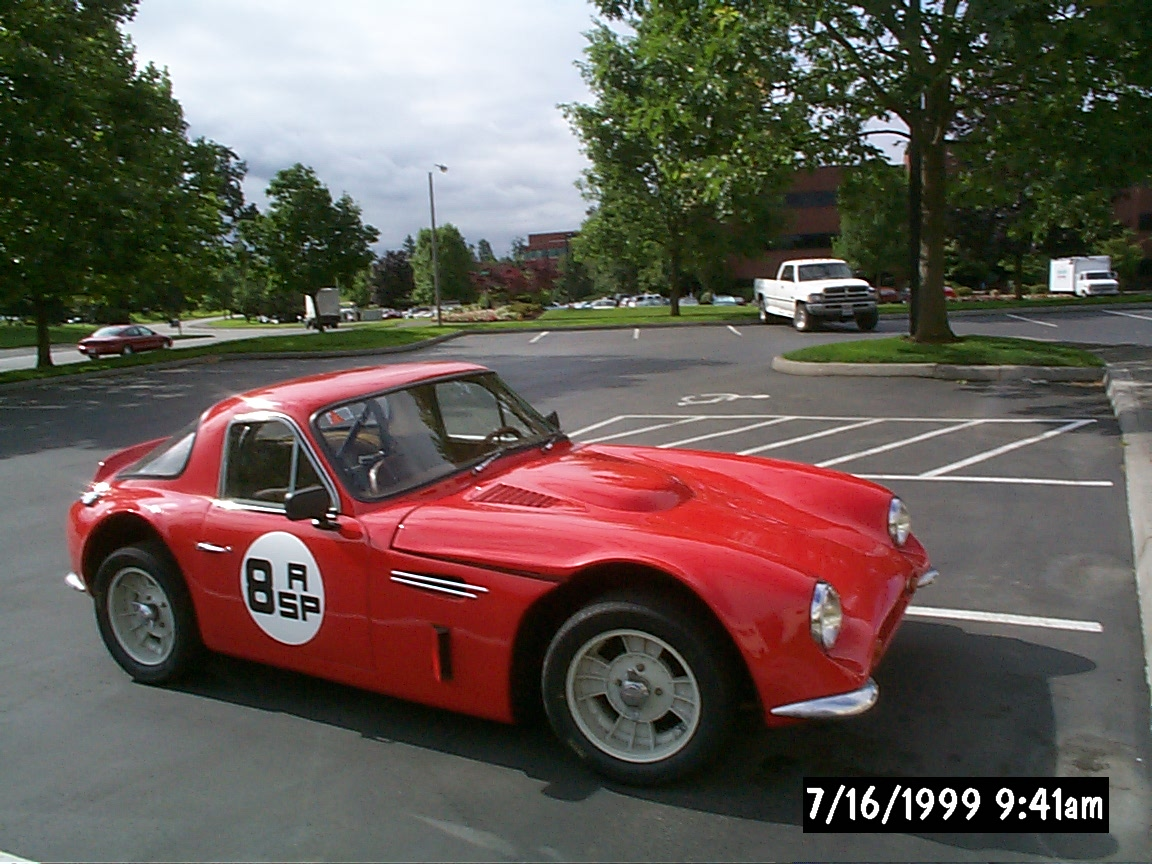
1966 그리피스 400 오리지널  #55 of 59
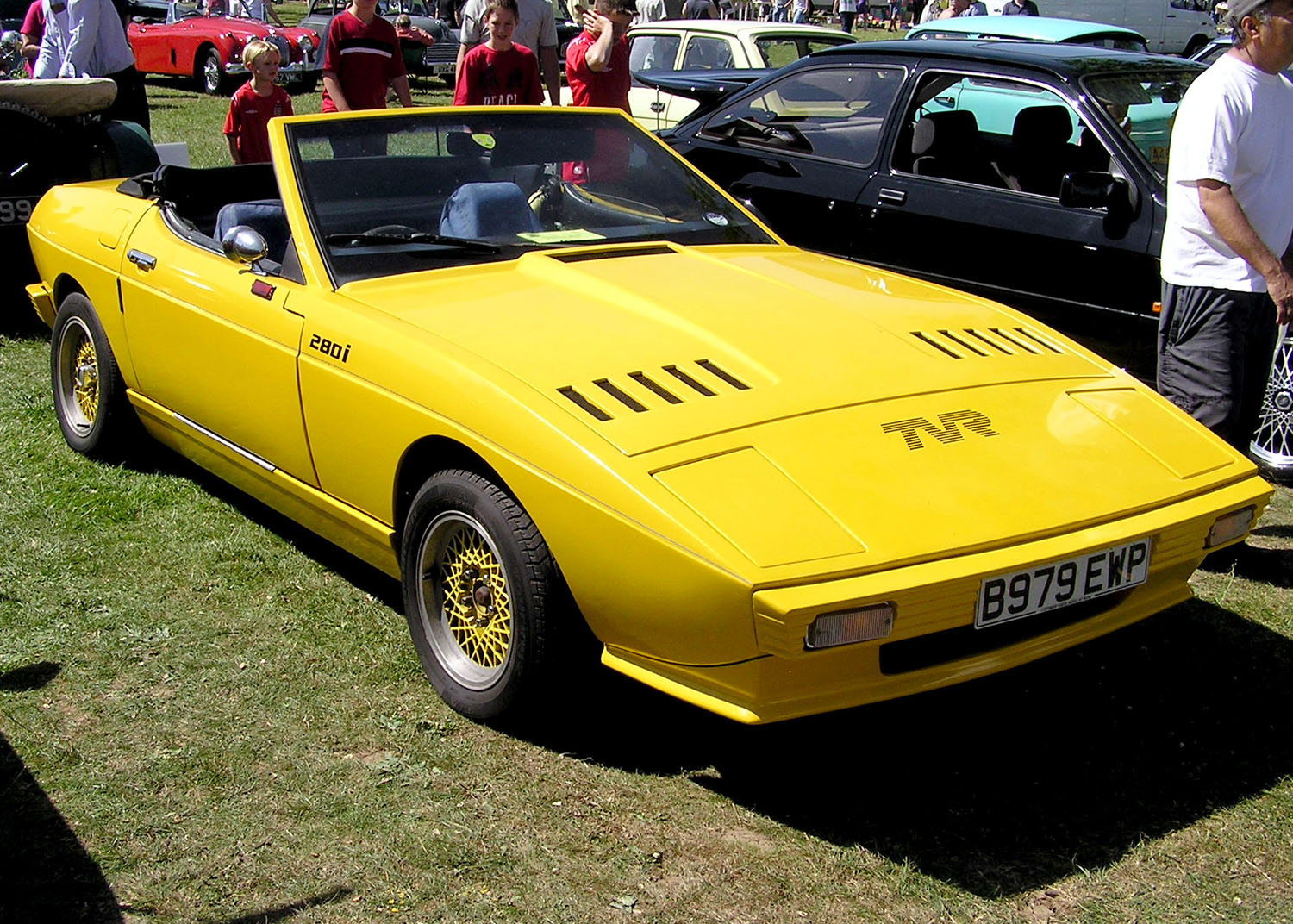
TVR 280i
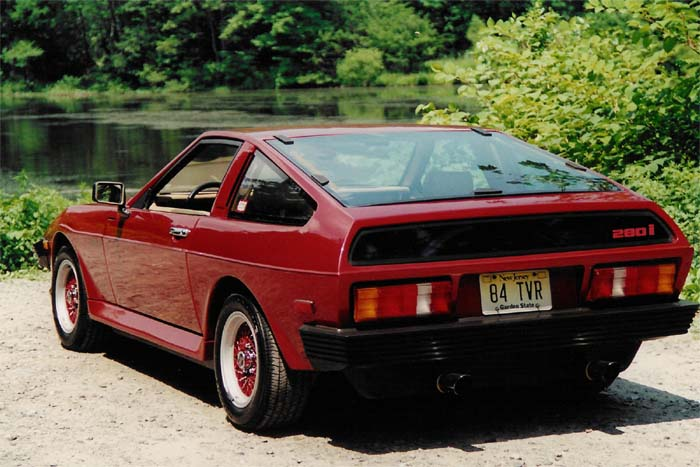
TVR 280i 쿠페 1984
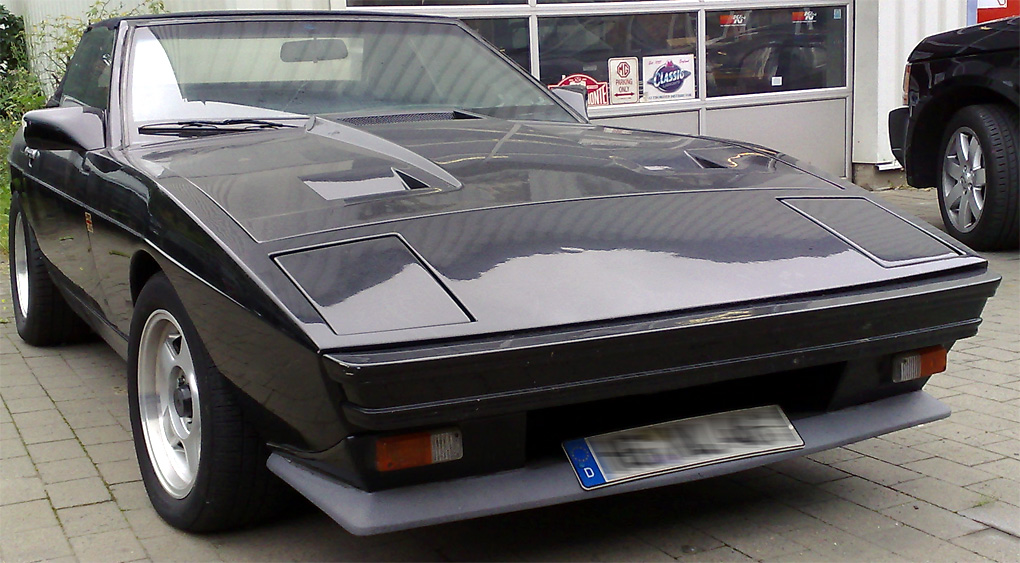
TVR 280i 시리즈 2 1986
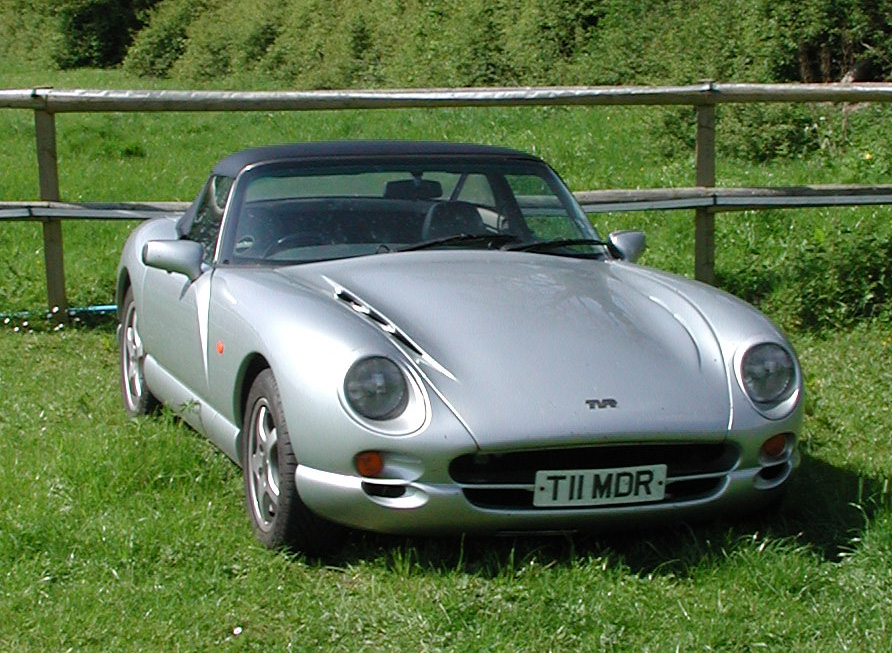
TVR 키메라
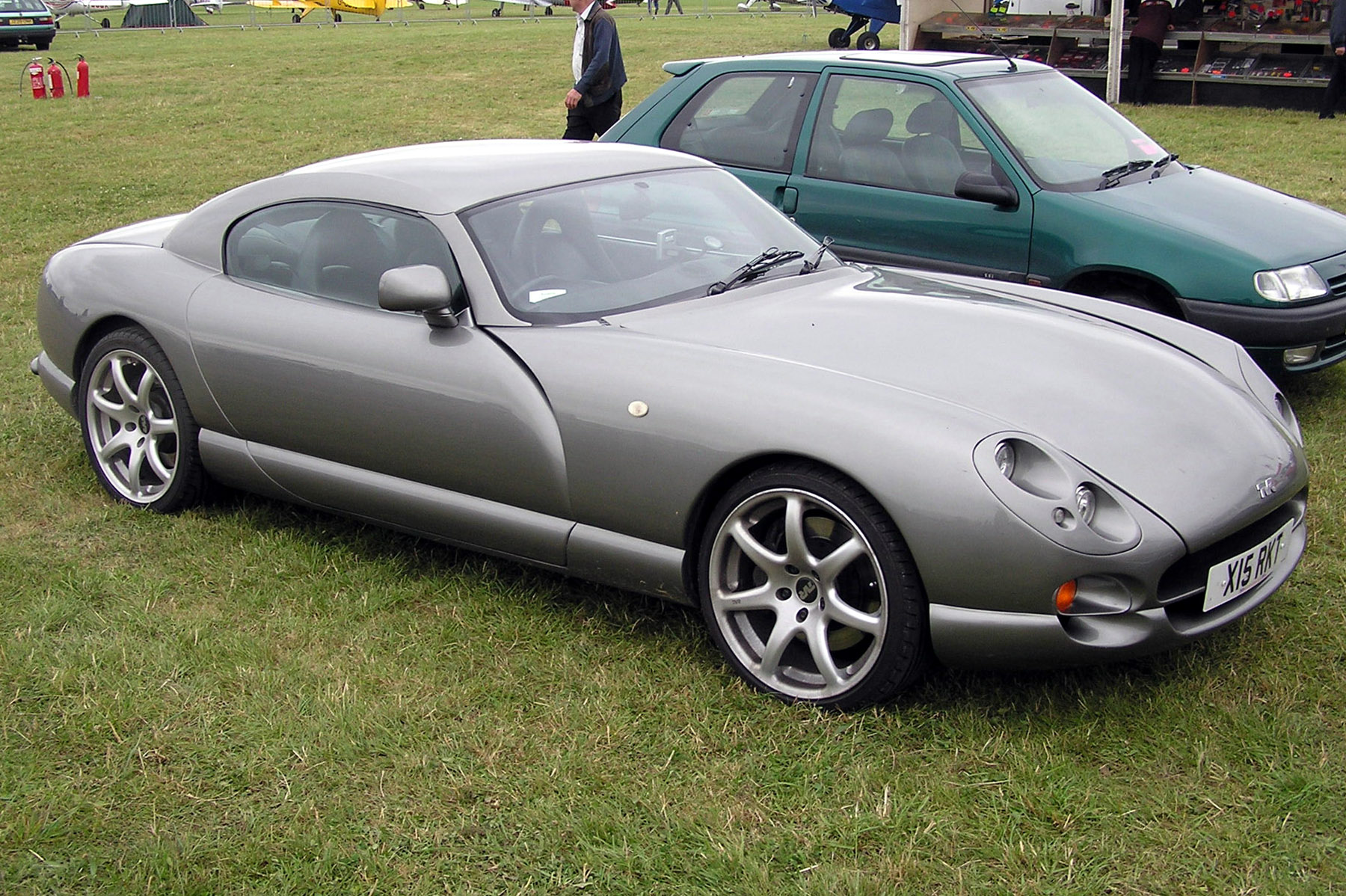
TVR 세베라
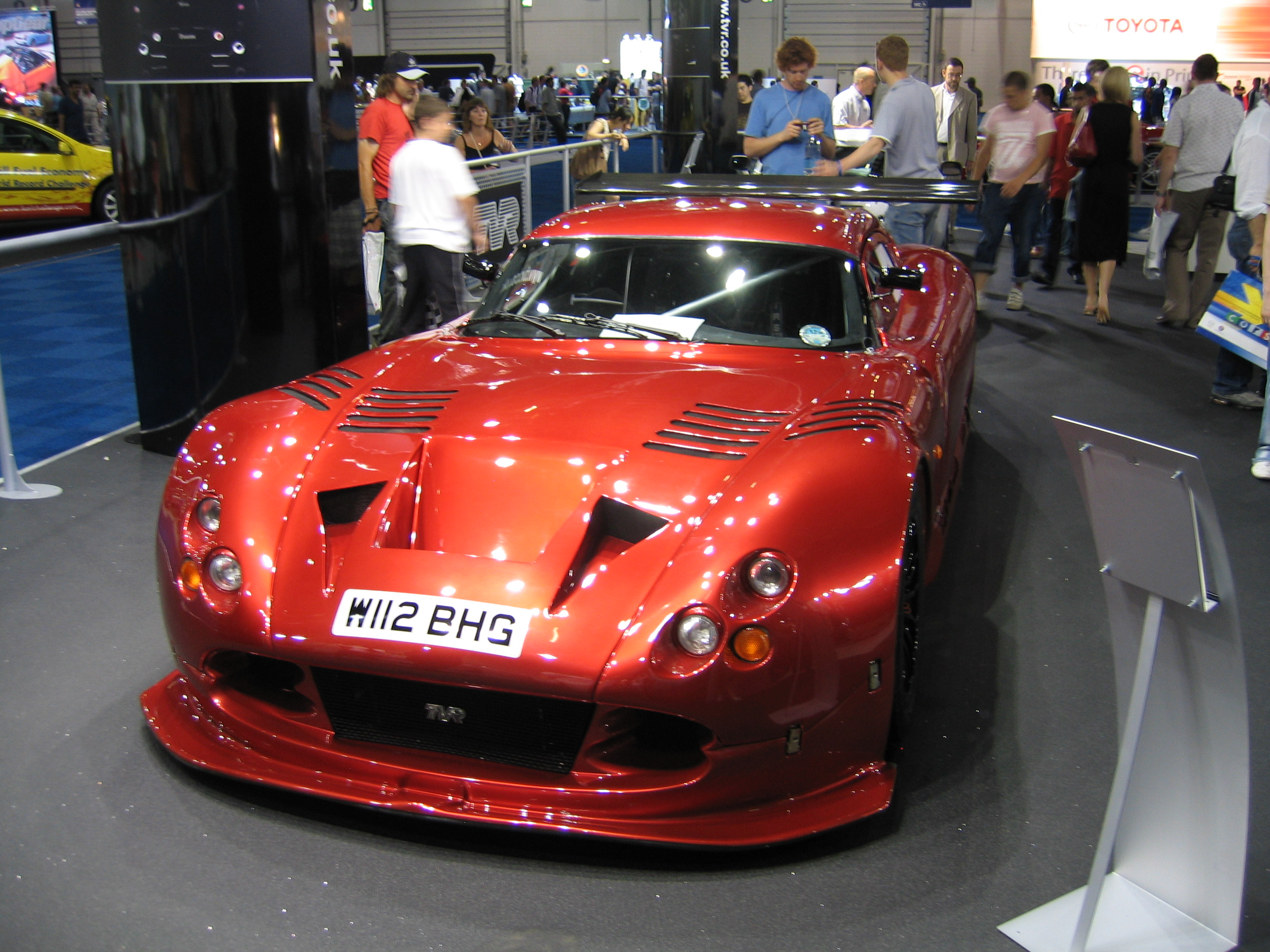
TVR 세베라 스피드 12
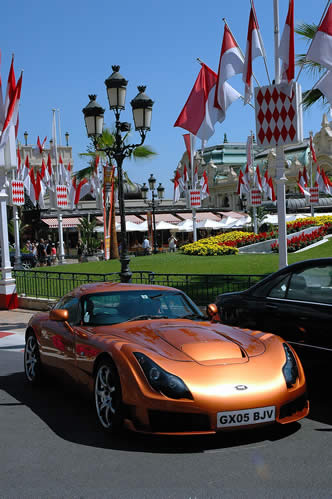
TVR 사가리스
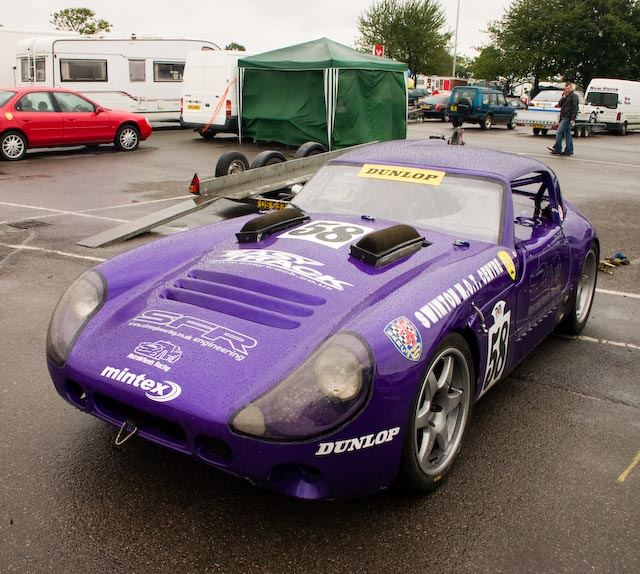
투스칸 챌린지 레이싱 카
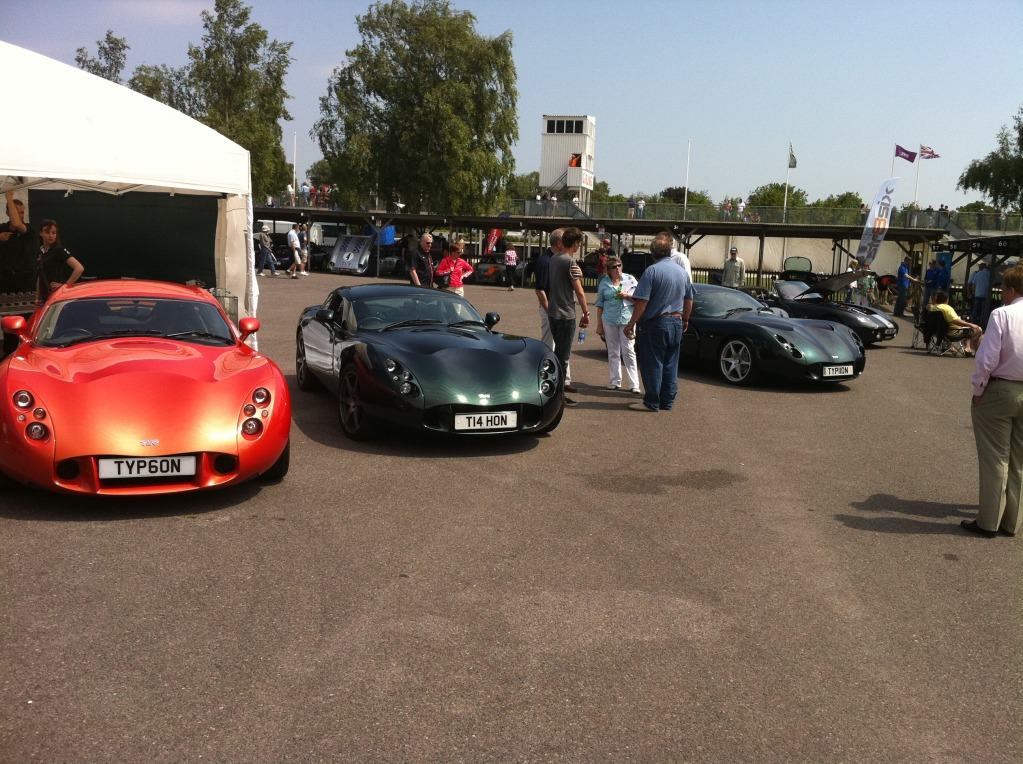
All 3 TVR 타이폰.